# Lathys coralynae
Lathys coralynae är en spindelart som beskrevs av Willis J. Gertsch och Davis 1942. Lathys coralynae ingår i släktet Lathys och familjen kardarspindlar. Inga underarter finns listade i Catalogue of Life.